# Porizon transfuga
Porizon transfuga är en stekelart som först beskrevs av Johann Ludwig Christian Gravenhorst 1829.  Porizon transfuga ingår i släktet Porizon och familjen brokparasitsteklar. Inga underarter finns listade i Catalogue of Life.